# 北流市
北流市（邮政式拼音：Paklow），位于中国广西的东南部，隶属于玉林市。市人民政府驻陵城街道。

## 概况
北流市，毗邻广东省，南与茂名地区的高州市、化州市、信宜市接壤。全市总面积2457平方公里，境内有鬼门关（今天门关）、铜石岭（出土世界最大铜鼓）、大容山森林公园，辖23个镇，3个街道办事处。目前市区常住人口约20万人。为广西第二大侨乡。

## 历史
南齐永明六年(488年)置北流郡，因境内北流江（北宋苏东坡路过曾因江中一石似圭石而起名“圭江”，后此为民间用语）由南向北流而得名。南梁废郡为县。唐曾分置五县，但到宋代又合而为一。唐武德四年(621年)，以北流县、普宁县(今容县)设置铜州，贞观六年(627年)更名容州，后升为容州都督府，治所在北流长达百余年。历元、明、清、民国，至今县行政建置已有1400多年历史。古时容州为进入安南的门户，东汉马援讨伐二征时就经过此地，是为马援故道。其境内有关隘名作鬼门关（又作桂门关，今为天门关），是中古时期去往交趾的交通枢纽。

## 人口
根據第七次人口普查統計數據顯示：北流市常住人口为1211637人，与2010年第六次全国人口普查相比，十年共增加79421人，增长7.01%，年平均增长率为0.68%。

## 地理
北流地处北回归线以南，属典型的亚热带季风气候，年平均气温21℃，雨量充沛，降水量1627毫米。光照充足，土地肥沃。全市地形大都为低山和丘陵，境内石灰石、高岭土储量极大。

## 行政区划
北流市下辖3个街道办事处、22个镇：
陵城街道、城南街道、城北街道、北流镇、新荣镇、民安镇、山围镇、民乐镇、西埌镇、新圩镇、大里镇、塘岸镇、清水口镇、隆盛镇、大坡外镇、六麻镇、新丰镇、沙垌镇、平政镇、白马镇、大伦镇、扶新镇、六靖镇、石窝镇和清湾镇。
2005年，撤销华东镇，整建制并入石窝镇，石窝镇人民政府驻地不变。
以北流江流域为划分，北流南部乡镇称为“上里”，包括六靖、平政、清湾、白马、扶新、大伦、石窝、沙垌等。北部乡镇称为“下里”，包括北流、新荣、民安、新圩、大里、西埌、山围、民乐、塘岸、清水口、隆盛、大坡外、六麻、新丰等。上里和下里的语言、风俗习惯等皆有所不同。

## 交通
- 广昆高速、玉林繞城高速、 241国道、 324国道、 359国道过境。
- 北流站：马玉鐵路

## 经济
改革开放以来，综合实力稳居广西十强县市前列，以陶瓷之乡、水泥之乡、建筑之乡、荔枝之乡和水稻高产之乡著称。
- 工业以陶瓷和水泥建材为主。
- 农业盛产荔枝、龙眼、水稻、茶叶等。尤其是当地种植的荔枝，产量颇高，为岭南荔枝的主要产地之一。
- 本地人喜食酸料，小吃有馅卷、糖糕，当地特产为北流鱼鸭塘鱼。

## 特产
凉亭鸡：中国地理标志产品。

### 企业
- 广西北流市锦昌瓷业有限公司，主营陶瓷制造。
- 广西三环企业集团股份有限公司，主营陶瓷制造。

## 文化

### 语言
主要语言为（广义上的）北流话，属于粤语，俗称“白话”，是粤语中高阳片和勾漏片的分支。有上里话与下里话的分别，差异在于口音。其中，上里话属于粤西高阳方言片，较接近广州音，与廣東、香港人士交流基本没有问题；下里话属于粤语勾漏方言片，本地人通称（狭义上的）“北流话”，与广州话差别较大，与粤、港人士对话沟通有一定交流困难。

### 风俗
- 勾漏文化

指北流当地由中原文化与岭南文化相结合而成的地方文化，以勾漏粤语而传承。
- 地方粤剧

当地流行的广东粤剧，用本地粤语唱颂。又称“牛嘿戏”。
- 北流年例

年例，又称“年宵”，通行于广东西南部和北流南部（上里），是为纪念“冼太夫人”，各村镇的举办时间各不相同。热闹程度堪比过年，有“年例大过年”之说。
- “贬官文化”

北流古时地处南蛮之地，又是通往海南島等地的要冲，自古贬谪之士多有途径，如唐代的沈佺期、李德裕，宋代的苏轼、李纲，明代的解缙等，对北流文明开化起了重要作用。
- 铜鼓文化

北流铜鼓出土甚多，世界最大铜鼓（铜鼓王）即在北流出土。铜石岭即以铜鼓冶炼遗址而得名。
- 陶瓷文化

北流陶瓷业起源甚早，至宋代进入繁荣期，其时与景德镇并称。民国以降，日渐萧条。今天有所起色。

## 教育
北流科教文卫事业发达，目前有各类学校400余所。主要包括：
- 北流市高级中学
- 北流市第九中学
- 北流中学
- 北流第二中学
- 北流第三中学
- 铜州中学
- 富林中学
- 北流市卫生学校

## 旅游景点
- 勾漏洞
- 鬼门关
- 铜石岭 内有空中漂流、云顶漂流、极速旱雪、彩虹滑草、空中速滑、云顶火车。[4]
- 大容山
- 景苏楼
- 会仙河

## 知名人士
- 明代进士李宏曾任四川道监察史10年，清代中进士13人。
- 阙邦觐19岁中进士点翰林被誉为“北流神童”；新进士李绍昉宝和殿复试获一等一名，授职翰林院编修，担任国史编纂，时称“才压三江”。
- 近代国学巨擘陈柱出自北流萝村。
- 李明瑞及其表兄弟俞作柏、俞作豫为北流清湾人。
- 林白，女作家，原名林白薇，原籍广西博白，生于广西北流市。
- 馬來西亞上議院前主席曾永森，原籍北流。